# كلارنس بيرز
كلارنس بيرز (بالإنجليزية: Clarence Beers)‏ هو لاعب كرة قاعدة أمريكي، ولد في 9 ديسمبر 1918 في إلدورادو في الولايات المتحدة، وتوفي في 6 ديسمبر 2002 في توسان في الولايات المتحدة.

## وصلات خارجية
- كلارنس بيرز على موقعبيزبول رفرنس.كوم (الدوري الرئيسي) (الإنجليزية)
- كلارنس بيرز على موقعبيزبول رفرنس.كوم (الدوري الثانوي) (الإنجليزية)
- كلارنس بيرز على موقع مشجعي الرسوم البيانية (الإنجليزية)